# Казарано
Казара̀но (на италиански: Casarano) е град и община в Южна Италия, провинция Лече, регион Пулия. Разположен е на 107 m надморска височина. Населението на общината е 20 660 души (към 2012 г.).